# Franz Ulrich Kinsky von Wchinitz und Tettau

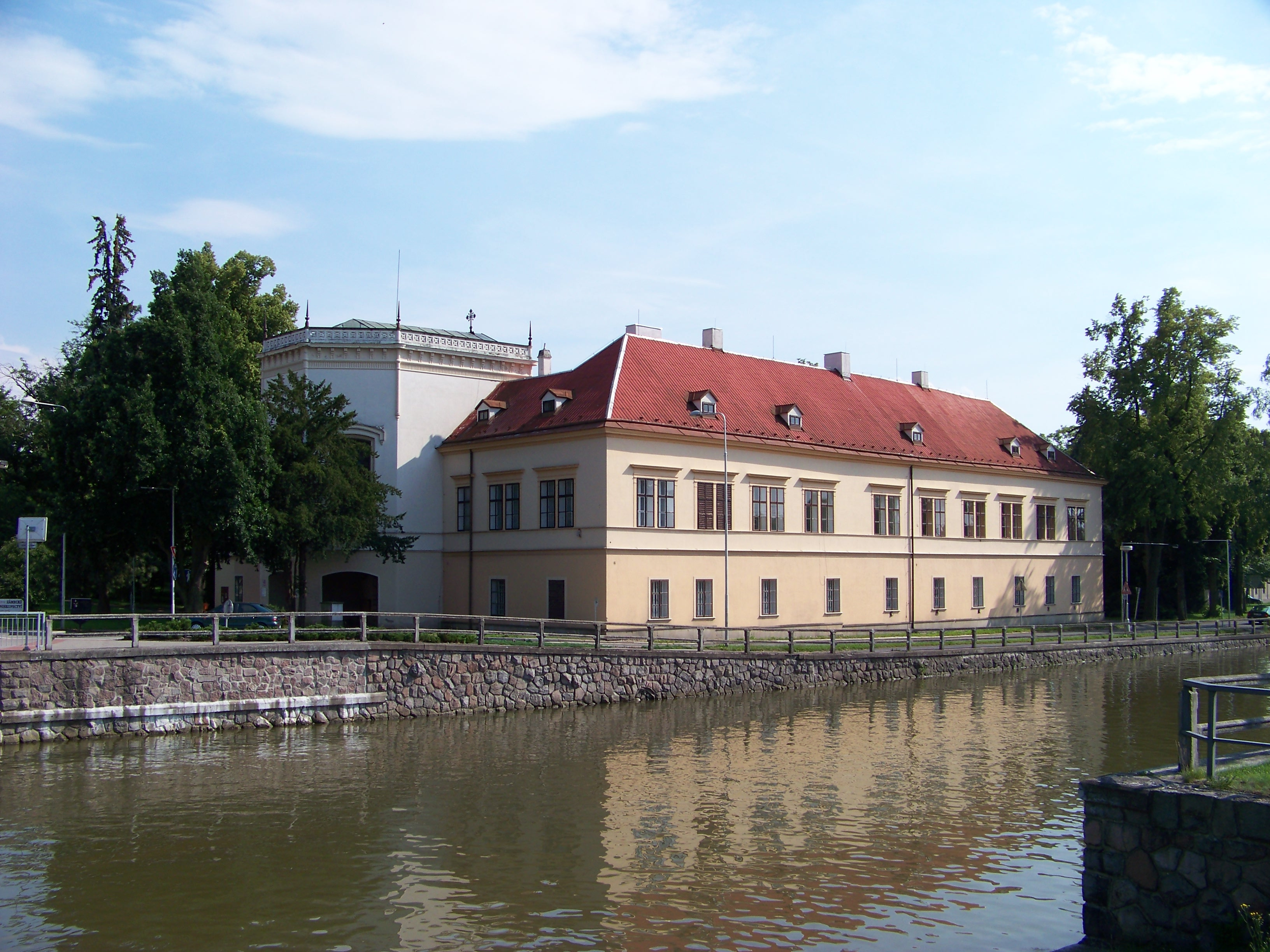
Slot in Choceň (sinds 1709 familiebezit)

Franz Ulrich Johannes Clemens Christophorus Antonius Bonaventura Maria Fürst Kinsky von Wchinitz und Tettau (Wenen, 7 oktober 1936 − Buenos Aires, 2 april 2009) was de 11e Fürst en sinds 1938 chef van het huis Kinsky von Wchinitz und Tettau.

## Biografie
Kinsky werd geboren als zoon van Ulrich Kinsky von Wchinitz und Tettau (1893-1938), 10e Fürst, en diens tweede echtgenote Mathilde Freiin von dem Bussche-Haddenhausen (1900-1974). Hij trouwde in eerste echt Roberta Cavanagh (1942-2002) met wie hij een zoon kreeg, zijn opvolger als chef van het huis: Carlos Kinsky von Wchinitz und Tettau (1967). Na echtscheiding in 1977 hertrouwde hij datzelfde jaar met Lena Gräfin Hutten-Czapska (1941-2012); uit dit huwelijk werden geen kinderen geboren. Hij was een volle neef van Marie Gräfin Kinsky von Wchinitz und Tettau (1940) die in 1967 trouwde met Hans Adam II van Liechtenstein (1945), regerend vorst van Liechtenstein. Hij was ondernemer.
Kinsky volgde in 1938 zijn vader op als chef van het huis en als heer van Rositz, Choceň, Česká Kamenice, Zlonitz en Heřmanův Městec. Na de Tweede Wereldoorlog verloor hij die bezittingen. Volgens Oostenrijks recht had hij geen adellijke titel; volgens familietraditie voerde hij de titel van Fürst met het predicaat doorluchtigheid (Durchlaucht).